# La famiglia Brandacci
La famiglia Brandacci è una miniserie televisiva italiana del 1987 in due episodi, diretto da Sergio Martino.

## Trama
Mia figlia si sposa
Pio Brandacci, è il padre irrequieto in una famiglia che d'improvviso viene sconvolta dall'improvvida decisione della figlia di sposarsi con Ricky, ragazzetto dall'aria un po' tonta fanatico di Madonna e figlio di due hippy imborghesitisi. La notizia del matrimonio dà una svolta al solito tran tran, con la serie di incontri che ne conseguono col futuro marito Ricky e con la sua famiglia, fanatica del cibo alla soia e da sempre attivista di sinistra. 
Non chiamatemi nonno
L'annuncio di un bimbo in arrivo, rallenta un po' i personaggi hanno già una loro fisionomia e per vivacizzare la vicenda se ne introducono di occasionali. 

## Distribuzione
La miniserie è andata in onda su Italia 1 in due serate il 4 e l'11 settembre 1987